# Las Minitas
Las Minitas är en ort i Mexiko.   Den ligger i kommunen Gabriel Zamora och delstaten Michoacán de Ocampo, i den södra delen av landet, 300 km väster om huvudstaden Mexico City. Las Minitas ligger 468 meter över havet och antalet invånare är 114.
Terrängen runt Las Minitas är kuperad österut, men västerut är den platt. Runt Las Minitas är det glesbefolkat, med 18 invånare per kvadratkilometer. Närmaste större samhälle är Nueva Italia de Ruiz, 10,3 km sydväst om Las Minitas. I omgivningarna runt Las Minitas växer huvudsakligen savannskog.